# Élections législatives de 2015 aux Îles Vierges britanniques
Les élections législatives de 2015 aux Îles Vierges britanniques ont lieu le 8 juin 2015 afin d'élire 13 des 15 députés de l'assemblée des Îles Vierges britanniques, un Territoire britannique d'outre-mer
Le scrutin voit la victoire du Parti démocratique national, au pouvoir, ce qui permet à Orlando Smith d'être reconduit au poste de Chef du gouvernement.

## Mode de scrutin
L'assemblée des Îles Vierges britanniques est composée d'un maximum de quinze membres, dont treize élus pour quatre ans au suffrage universel direct et deux membres dits ex officio. Neuf des membres élus le sont au scrutin uninominal majoritaire à un tour dans autant de circonscription électorale tandis que les quatre membres restants sont élus au scrutin majoritaire plurinominal dans une circonscription couvrant l'ensemble du territoire. Enfin, le procureur général ainsi que le Président de l'assemblée, s'ils ne sont pas déjà députés, sont membres de droit.

## Résultats
Chaque électeurs étant doté d'une voix dans sa circonscription ainsi que de quatre autres a répartir sur les candidats de la circonscription unique, le total des voix est largement supérieur au nombre de votants.
|                           |                                     |                           |                    |                    |                    |                    |                    |                    |       |               |  |  |  |  |
| Partis                    | Partis                              | Partis                    | Districts          | Districts          | Districts          | Territoire         | Territoire         | Territoire         | Total | +/-           |  |  |  |  |
| Partis                    | Partis                              | Partis                    | Voix               | %                  | Sièges             | Voix               | %                  | Sièges             | Total | +/-           |  |  |  |  |
|                           | Parti démocratique national         | NDP                       | 5 725              | 62,63              | 7                  | 21 523             | 59,66              | 4                  | 11    | 2             |  |  |  |  |
|                           | Parti des îles Vierges              | VIP                       | 2 828              | 30n94              | 2                  | 10 771             | 29,85              | 0                  | 2     | 2             |  |  |  |  |
|                           | Parti de l'autonomisation du peuple | PEP                       | 317                | 3,47               | 0                  | 1 521              | 4,22               | 0                  | 0     | en stagnation |  |  |  |  |
|                           | Mouvement de coalition du peuple    | PCM                       |                    |                    |                    | 308                | 0,85               | 0                  | 0     | en stagnation |  |  |  |  |
|                           | Indépendants                        | Ind                       | 271                | 2,96               | 0                  | 1 956              | 5,42               | 0                  | 0     | en stagnation |  |  |  |  |
|                           | Membres ex officio                  | Membres ex officio        | Membres ex officio | Membres ex officio | Membres ex officio | Membres ex officio | Membres ex officio | Membres ex officio | 2     | en stagnation |  |  |  |  |
|                           |                                     |                           |                    |                    |                    |                    |                    |                    |       |               |  |  |  |  |
| Suffrages exprimés        | Suffrages exprimés                  | Suffrages exprimés        | 9 141              | 98,93              |                    | 36 079             | 99,79              |                    |       |               |  |  |  |  |
| Votes blancs et invalides | Votes blancs et invalides           | Votes blancs et invalides | 99                 | 1,07               | 120                | 0,21               |                    |                    |       |               |  |  |  |  |
| Total                     | Total                               | Total                     | 9 240              | 100                | 9                  | 36 199             | 100                | 4                  | 15    | en stagnation |  |  |  |  |
| Abstentions               | Abstentions                         | Abstentions               | 4 345              | 31,98              |                    |                    |                    |                    |       |               |  |  |  |  |
| Inscrits / participation  | Inscrits / participation            | Inscrits / participation  | 13 585             | 68,02              |                    |                    |                    |                    |       |               |  |  |  |  |